# La Chute d'une avalanche dans les Grisons
La Chute d'une avalanche dans les Grisons (en anglais, The Fall of an Avalanche in the Grisons) est un tableau du peintre britannique Joseph Mallord William Turner non daté mais exposé en 1810. Cette peinture à l'huile sur toile de 90,2 × 120 cm représente une avalanche projetant des blocs rocheux sur une cabane du canton des Grisons, en Suisse. Cette peinture est conservée à la Tate Britain, à Londres.
Peut-être le peintre a-t-il été inspiré par une avalanche qui s'est produite à Selva dans les Grisons en décembre 1808, tuant 25 personnes.
Turner avait joint joint un poème de huit vers à son œuvre picturale.
« The downward sun a parting sadness gleams,
	
Portenteous lurid thro’ the gathering storm ;
Thick drifting snow on snow,
Till the vast weight bursts thro’ the rocky barrier ;
Down at once, its pine clad forests,
And towering glaciers fall, the work of ages
Crashing through all ! Extinction follows,
And the toil, the hope of man – o’erwhelms. »
« Le soleil couchant d’une tristesse d’adieu brille,
Sanglant augure voyant la tempête venir ;
S’amoncellent les couches de neige fort épaisses,
Jusqu’à ce que cette masse éclate la barre rocheuse ;
Au sol, d’un coup, toutes ces forêts de pins,	
Les murs de glace s’abattent, le travail des siècles
Venant tout écraser ! L’extinction s’ensuit,

Et le labeur, l’espoir de l’homme – ensevelit. »